# Sojuz 25
Sojuz 25 è la denominazione di una missione della navicella spaziale Sojuz verso la stazione spaziale sovietica Saljut 6 (DOS 5). Si trattò del ventiquattresimo volo equipaggiato di questa capsula, del quarantatreesimo volo nell'ambito del programma Sojuz sovietico nonché del primo volo equipaggiato verso la predetta stazione spaziale, anche se non riuscì effettivamente a svolgere la manovra di aggancio con conseguente visita e soggiorno all'interno della stazione stessa. Per l'ennesima volta l'insuccesso della missione era dovuto al disfunzionamento del congegno d'aggancio.

## Equipaggio

### Equipaggio principale
| Ruolo             | Equipaggio                           | Equipaggio                           |
| ----------------- | ------------------------------------ | ------------------------------------ |
| Comandante        | Uladzimir Kavalënak, GCTC Primo volo | Uladzimir Kavalënak, GCTC Primo volo |
| Ingegnere di volo | Valerij Rjumin, NPOE Primo volo      | Valerij Rjumin, NPOE Primo volo      |

### Equipaggio di riserva
| Ruolo             | Equipaggio                 | Equipaggio                 |
| ----------------- | -------------------------- | -------------------------- |
| Comandante        | Jurij Romanenko, GCTC      | Jurij Romanenko, GCTC      |
| Ingegnere di volo | Aleksandr Ivančenkov, NPOE | Aleksandr Ivančenkov, NPOE |

## Missione
Con la missione della Sojuz 25 si voleva dar inizio all'operatività della stazione spaziale Saljut 6. Dopo il lancio da manuale e la correzione di traiettoria eseguita analogamente con successo, il 10 ottobre la capsula Sojuz si avvicinò alla stazione spaziale fino a 240 m senza incontrare problemi particolari. Raggiunta la distanza di 120 m venne avviata la procedura d'aggancio diretta, la quale però non riuscì dato che effettivamente vi furono delle deviazioni dai dati di traiettoria previsti e calcolati. Pertanto si dovette procedere con l'interruzione della missione, proprio mentre la navicella spaziale stava sorvolando il Mar Mediterraneo. La ragione per la deviazione di traiettoria venne individuata in un errore del sistema automatico di avvicinamento e d'aggancio del quale la capsula Sojuz era dotata. Chiarire definitivamente e con assoluta certezza i problemi dovuti a questo meccanismo difettoso fu comunque appena possibile durante la successiva missione Sojuz 26 grazie ad un controllo del secondo adattatore d'aggancio effettuato durante un'apposita attività extraveicolare.
Siccome la navicella spaziale Sojuz usata per questa missione (con la denominazione di costruzione Sojuz 7K-T) non era dotata di pannelli solari per l'alimentazione con energia, le riserve a disposizione garantivano esclusivamente l'alimentazione della capsula per due ulteriori giorni di volo. Per questo motivo dovette essere avviata immediatamente la procedura di rientro in atmosfera e di atterraggio che riuscì, senza incontrare particolari problemi, nella steppa del Kazakistan a 185 km a nord-ovest di Zeliinograd (ora Astana).
Questo ennesimo insuccesso ebbe quale ulteriore conseguenza la modifica della prassi in uso presso l'Agenzia Spaziale Russa, cioè di equipaggiare le navicelle spaziali esclusivamente con cosmonauti al loro primo impegno nello spazio. Per future missione venne deciso che almeno uno dei componenti d'equipaggio doveva essere esperto.

## Ulteriori dati di volo
I parametri sopra elencati indicato i dati pubblicati immediatamente dopo il termine della fase di lancio. Le continue variazioni ed i cambi di traiettoria d'orbita sono dovute alle manovre di aggancio. Pertanto eventuali altre indicazioni risultanti da fonti diverse sono probabili ed attendibili in considerazione di quanto descritto.
Per esempio la traiettoria dopo la 5. orbita terrestre corrispondeva a:
- Perigeo: 280 km
- Apogeo: 318 km
- Inclinazione assiale: 51,6°
- Periodo orbitale: 90,2 min